# Semisi Sika
Semisi Kioa Lafu Sika, né le 31 janvier 1968, est un homme politique tongien.
Titulaire d'une licence en management de l'université Brigham Young de Hawaii, il travaille comme agent de voyages puis comme manager d'une agence de voyages avant de se lancer en politique. Il a également été enseignant dans le secondaire. Il est élu député à l'Assemblée législative aux élections de novembre 2010, représentant la circonscription de Tongatapu 2 et le Parti démocrate des îles des Amis. Il est réélu lors des législatives de novembre 2014, et siège comme simple député sur les bancs de la majorité parlementaire du nouveau gouvernement démocrate, mené par le nouveau Premier ministre ʻAkilisi Pohiva.
En avril 2016, le Premier ministre nomme Semisi Sika au poste de ministre des Travaux publics et des Infrastructures dans son gouvernement ; il succède à ‘Etuate Lavulavu, limogé pour corruption électorale. Semisi Sika conserve son siège de député aux législatives législatives anticipées en 2017, et ʻAkilisi Pohiva le nomme vice-Premier ministre en plus de le reconduire au ministère des Travaux publics et des Infrastructures. À la mort du Premier ministre le 12 septembre 2019, il devient Premier ministre par intérim.